# کاساکالندا
کاساکالندا (به ایتالیایی: Casacalenda) یک کومونه در ایتالیا است که در استان کامپوباسو واقع شده‌است.

## خصوصیات
کاساکالندا ۶۷٫۰ کیلومترمربع مساحت و ۲٬۳۶۷ نفر جمعیت دارد و ۶۷۰ متر بالاتر از سطح دریا واقع شده‌است.